# ライト・ラウンド
「ライト・ラウンド」（Right Round）は、アメリカ合衆国のラッパーフロー・ライダーのセカンド・アルバム『俺のルーツ』からのファースト・シングルである。キーシャ（ケシャ）が客演で参加しており、この楽曲はデッド・オア・アライヴの「ユー・スピン・ミー・ラウンド」をサンプリングしている。また、全米総合シングルチャートBillboard Hot 100では6週連続で第1位を記録。その他、イギリス、カナダ、オーストラリア、アイルランドチャートでも首位を獲得している。